# Phyllophaga tancitara
Phyllophaga tancitara är en skalbaggsart som beskrevs av Saylor 1943. Phyllophaga tancitara ingår i släktet Phyllophaga och familjen Melolonthidae. Inga underarter finns listade i Catalogue of Life.